# Trient
Trient (toponimo francese) è un comune svizzero di 2 541 abitanti del Canton Vallese, nel distretto di Martigny.

## Geografia fisica

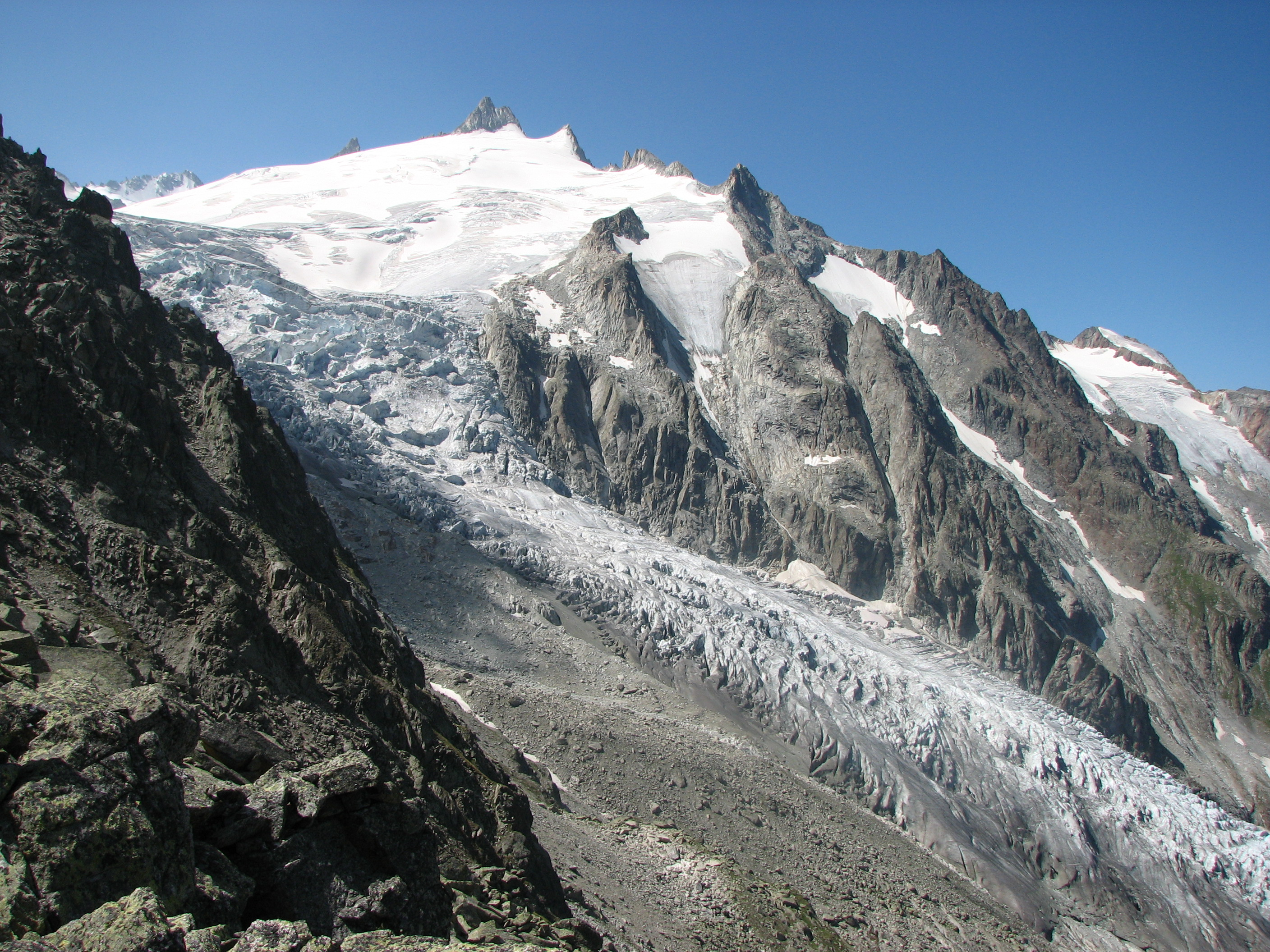
Il ghiacciaio del Trient

A sud del paese si trova il ghiacciaio del Trient.

## Storia
Il comune di Trient è stato istituito nel 1900 per scorporo da quello di Martigny-Combe.

## Monumenti e luoghi d'interesse
- Chiesa parrocchiale cattolica, eretta nel 1893[1];
- Rifugio del Trient[1].

## Società

### Evoluzione demografica
L'evoluzione demografica è riportata nella seguente tabella:
Abitanti censiti

## Amministrazione
Ogni famiglia originaria del luogo fa parte del cosiddetto comune patriziale e ha la responsabilità della manutenzione di ogni bene ricadente all'interno dei confini del comune.